# Солине (Жупа дубровачка)
Солине су насељено место у саставу општине Жупа дубровачка, Дубровачко-неретванска жупанија, Република Хрватска.

## Историја
До територијалне реорганизације у Хрватској налазиле су се у саставу старе општине Дубровник. Као самостално насељено место, Солине постоје од пописа 2001. године. Настало је издвајањем дела насеља Дубровник.

## Становништво
На попису становништва 2011. године, Солине су имале 268 становника. За национални састав 1991. године, погледати под Дубровник.
| Број становника по пописима | Број становника по пописима | Број становника по пописима | Број становника по пописима | Број становника по пописима | Број становника по пописима | Број становника по пописима | Број становника по пописима | Број становника по пописима | Број становника по пописима | Број становника по пописима | Број становника по пописима | Број становника по пописима | Број становника по пописима | Број становника по пописима | Број становника по пописима |
| --------------------------- | --------------------------- | --------------------------- | --------------------------- | --------------------------- | --------------------------- | --------------------------- | --------------------------- | --------------------------- | --------------------------- | --------------------------- | --------------------------- | --------------------------- | --------------------------- | --------------------------- | --------------------------- |
| 1857                        | 1869                        | 1880                        | 1890                        | 1900                        | 1910                        | 1921                        | 1931                        | 1948                        | 1953                        | 1961                        | 1971                        | 1981                        | 1991                        | 2001                        | 2011                        |
| 145                         | 115                         | 137                         | 132                         | 126                         | 129                         | 146                         | 125                         | 120                         | 112                         | 133                         | 155                         | 213                         | 536                         | 229                         | 268                         |

Напомена: У 2001. настало издвајањем из насеља Дубровник (град Дубровник).